# David Per
David Per (Šmarješke Toplice, 3 febbraio 1995) è un ciclista su strada sloveno che corre per il team Adria Mobil. È professionista dal 2017.

## Palmarès
- 2012 (dilettanti)

Campionati sloveni, Prova a cronometro juniores
- 2013 (dilettanti)

Campionati sloveni, Prova a cronometro juniores
1ª tappa Kroz Istru (Rovigno > Pinguente)
2ª tappa Österreich-Rundfahrt Under-23 (Linz > Perg)
Classifica generale Österreich-Rundfahrt Under-23
- 2014 (dilettanti)

Campionati sloveni, Prova a cronometro Under-23
- 2016 (dilettanti)

Giro delle Fiandre Under-23

### Altri successi
- 2014 (dilettanti)

Classifica giovani Tour Al Zubarah

## Piazzamenti

### Classiche monumento
- Parigi-Roubaix

2017: 93º
2018: fuori tempo massimo

### Competizioni mondiali
- Campionati del mondo su strada

Ponferrada 2014 - Cronometro Under-23: 45º
Richmond 2015 - In linea Under-23: 40º
Doha 2016 - In linea Under-23: 101º
Yorkshire 2019 - In linea Elite: ritirato
Fiandre 2021 - In linea Elite: ritirato
Wollongong 2022 - In linea Elite: ritirato

### Competizioni europee
- Campionati europei

Nyon 2014 - Cronometro Under-23: 37º
Tartu 2015 - In linea Under-23: 83º
Plumelec 2016 - In linea Under-23: 33º
Herning 2017 - In linea Elite: 116º
Alkmaar 2019 - In linea Elite: ritirato
Plouay 2020 - In linea Elite: ritirato
Trento 2021 - In linea Elite: ritirato
Monaco di Baviera 2022 - In linea Elite: 59°